# Монтаж (кінематограф)
Монтаж (фр. montage) — це водночас і творча, і технічна частина створення фільму на етапі постпродакшну.  При створенні певного відеоряду, як правило, потрібна колекція кадрів, які відрізняються один від одного. Процес обробки вже відзнятих кадрів і перетворення їх на щось нове і називається монтажем фільму.
Монтажер працює з відзнятим матеріалом, добирає кадри та об'єднує їх у певній послідовності. Монтаж фільму є мистецтвом, єдиним мистецтвом, що притаманне лише кінематографу та відокремлює його від інших видів творчості, які йому передували, хоча існують близькі паралелі з процесом монтажу в поезії та написанні романів. Монтаж фільму є надзвичайно важливим інструментом у спробі зацікавити глядача. При правильному підході, глядач повинен захопитися переглядом, навіть не помітивши самої роботи монтажера. Через це кіномонтаж називають "невидимим мистецтвом".
На найбільш базовому рівні монтаж фільму - це мистецтво, техніка і практика зведення кадрів у цілісну послідовність. Робота монтажера - це не просто механічно з'єднувати шматки фільму разом, вирізати кадри або монтувати діалоги. Він повинен вміти творчо підходити до роботи з шарами зображень, сюжетом, діалогами, музикою, темпом, а також грою акторів, щоб "переосмислити" та навіть переробити фільм. Монтажер зазвичай відіграє активну роль у створенні фільму. Він повинен відбирати лише найякісніші кадри, видаляючи все зайве. Іноді монтажем займаються самі творці фільмів, наприклад, Акіра Куросава, Бахрам Бейзай, Стівен Содерберг і брати Коен.

## Основні функції монтажу
- Образотворча. Режисери використовують монтаж для уникнення довгих описів, нерідко вони паралельно використовують дві й більше інтриги, багато різних тем та епізодів. Їх поєднання, перетинання, зіставлення ще контрастніше висвітлюють основну думку.
- Образно-змістова. Поєднання двох незалежних за змістом епізодів іноді породжує третій, який відрізняється від змісту двох узятих за основу.

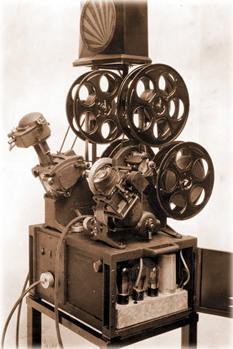
Один з перших звукомонтажних апаратів для кіноплівки — «Мовіола» (1924)

## Види монтажу
Міжкадровий монтаж — це поєднання кадрів на основі їх змістової взаємодії у такій послідовності, щоб було видно загальну ідею фільму.
Крім міжкадрового монтажу, що отримують склеюванням окремих монтажних кадрів в загальну послідовність, в кіно і на телебаченні існує також поняття внутрішньокадрового монтажу.
Внутрішньокадровим монтажем називається композиційна побудова всередині одного монтажного кадру, що об'єднує дії, які відбувається в ньому, в єдиний мізанкадр. Це досягається організацією дії в кадрі режисером і оператором, і не вимагає окремої технології, необхідної при міжкадровому монтажі.
Внутрішньокадровий і міжкадровий монтаж створюють нерозривну єдність, у якій усі виразні елементи монтажу поєднуються за законами монтажної поліфонії для створення цілісної образної системи фільму.

## Технології монтажу
За час існування кінематографа, телебачення і радіо технології монтажу вдосконалювалися одночасно з тими галузями, в яких застосовувалися. І, якщо на зорі кіно існував тільки механічний монтаж, сьогодні використовується, головним чином, електронний.

### Механічний і електронний монтаж

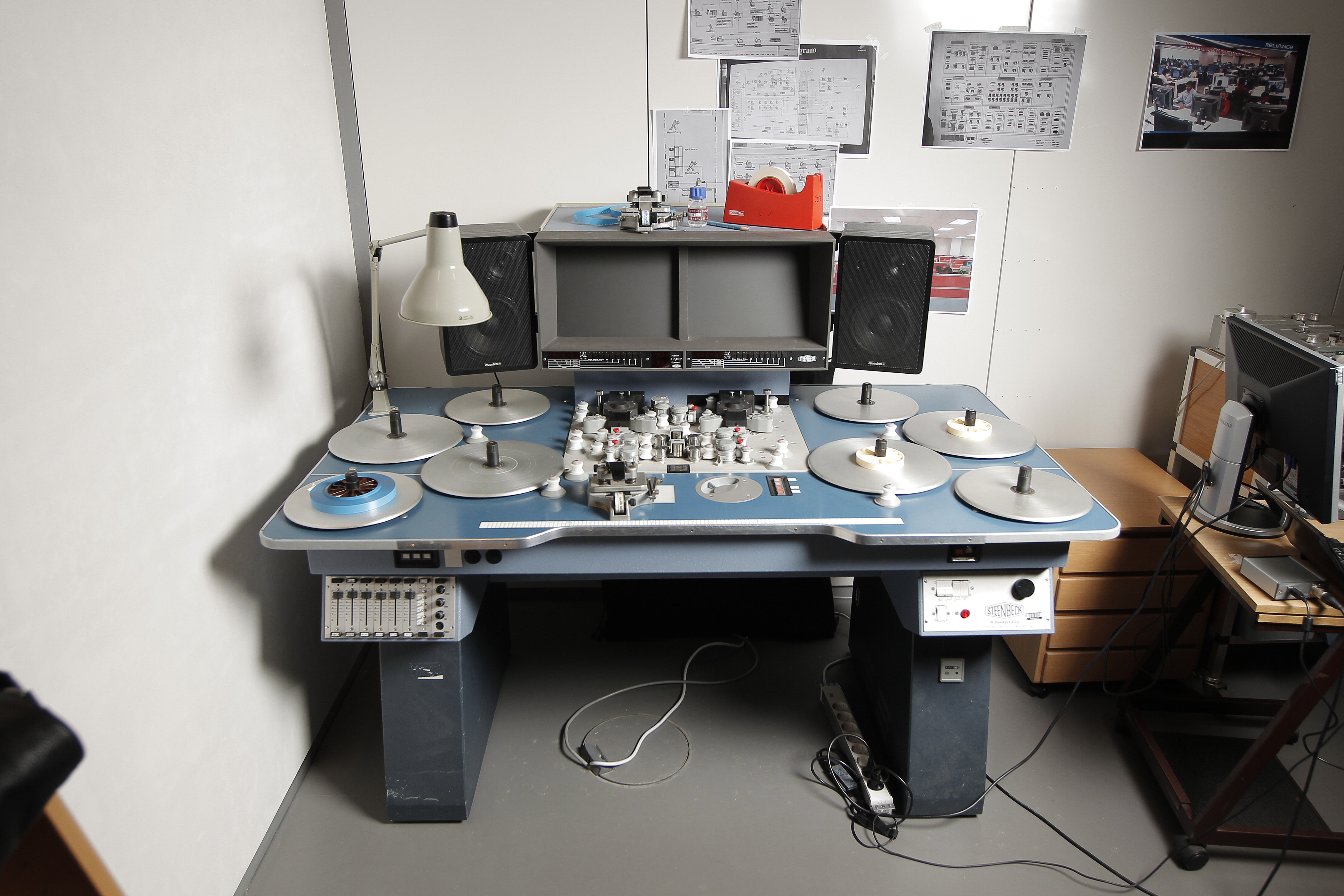
Звукомонтажний стіл «Steenbeck» для монтажу і синхронізації зображення і фонограми на окремих кіноплівках і магнітних стрічках

На зорі кінематографа єдиним способом створення монтажної послідовності було фізичне склеювання відрізків кіноплівки. Таким же чином відбувався монтаж оптичних і магнітних фонограм: плівка розрізалась в потрібних місцях і склеювалася. До початку XXI століття в кіновиробництві переважала так звана «оптична» технологія, заснована на фізичному монтажі оригінального негатива. У цьому випадку розріз та склеювання негативів зображення і фонограми відповідно до вказівок режисера-постановника здійснює режисер монтажу.
У професійному кінематографі спочатку монтуються робочі позитиви зображення і фонограми, видрукувані з відповідних негативів. У разі використання магнітної фонограми монтується також її копія. Такий спосіб дозволяє звести пошкодження оригіналів до мінімуму. Після добору вдалих дублів з усього відзнятого матеріалу на монтажному столі визначаються точні місця склейок, в яких позитив розрізається. Потім його відібрані фрагменти за допомогою склеювального преса з'єднуються в ролики, довжина яких відповідає стандартній частині фільму. Склеєні позитиви проглядаються і прослуховуються знімальною групою і використовується для подальшого монтажу і зводу фонограми. У разі поправок склеєні частини знову розрізаються і з'єднуються в іншому порядку.
Після затвердження фільму на двох плівках, містять окремо зображення і фонограму, відбувається розрізання і склеювання вихідних негативів у точній відповідності з футажними номерами, які запечатані на змонтованих позитивах. Одночасно в цеху звукозапису з фонограми перезапису друкується негатив оптичної доріжки фільму. Зі склеєного негатива зображення і негатив фонограми перезапису друкується монтажна фільмокопія, а після його затвердження — суміщений інтерпозитив («лаванда»), призначений для друку дубль-негативів, з яких тиражуються фільмокопії.
При зйомці на кіноплівку монтується безпосередньо відзнятий і проявлений оригінал. Однак, кількість склейок, допустима для негатива, що проходить через кінокопіюючий апарат всього кілька разів, для зверненого позитива, призначеного для багаторазової демонстрації, неприйнятно. Тому, кінооператори, які знімали на плівку на телебаченні, а також кіномани, були змушені проводити зйомку таким чином, щоб звести подальший монтаж до мінімуму.

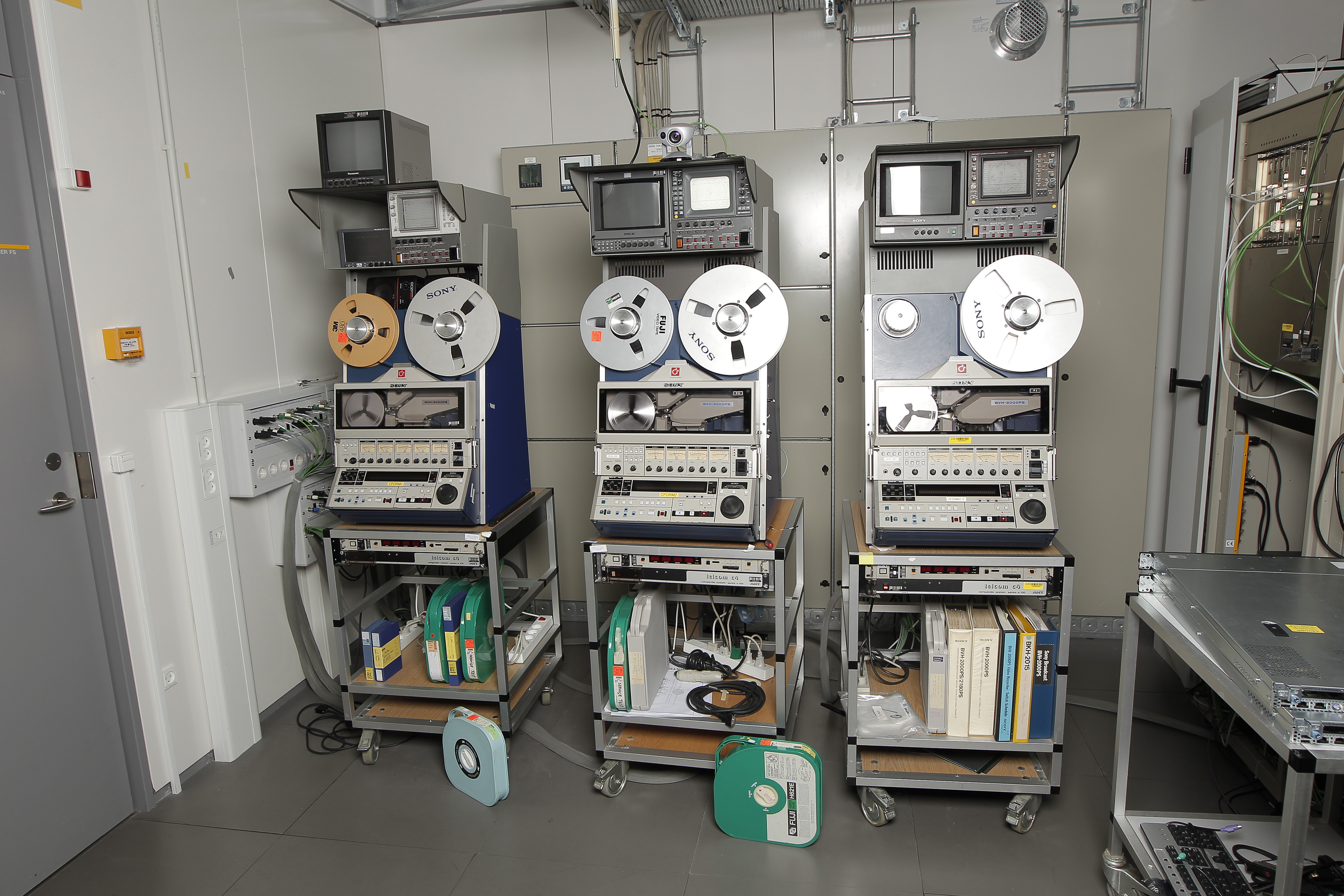
Відеомагнітофони формату Ц в апаратній електронного монтажу

З появою відеомагнітофонів технологія не змінилась. Відзначалась громіздкість апаратури і складність з синхронізацією положення магнітофільмів. Справа ускладнювалася тим, що відеозапис повинний бути розрізаний без порушення його окремих рядків, і склеєний так, щоб не викликати збоїв синхронізації відеосигналу. Для цього магнітні доріжки проявляли спеціальним порошком, а склейка відбувалася за шаблоном під мікроскопом.
Крім складності і дорожнечі ще одним недоліком такої техніки монтажу була низька довговічність змонтованих плівок, які втрачали міцність у місцях склеювань. Технічні складності розрізання і склеювання магнітного відеозапису змушували, так само, як при зйомці на кіноплівку, застосовувати попередній монтаж, коли порядок та тривалість сцен ретельно визначалися заздалегідь, а багатокамерні зйомки записувалися безпосередньо через відеомікшер. Такі заходи давали змогу звести кількість склейок до мінімуму.
Незважаючи на недоліки, поперечно-рядкова система запису довго залишалася міжнародним стандартом під назвою «формат Q». Додавання блоків кадрової пам'яті дозволило здійснювати електронний монтаж без порушення цілісності плівки.
Розвиток нових похило-рядкових форматів дозволив зробити технології електронного відеомонтажу більш зручними, такими що не потребують розрізування і склейки магнітної стрічки, з можливістю переглянути і позиціювати магнітофільми по зображенню з точністю до кадру. Електронний монтаж здійснюється перезаписом вихідних монтажних кадрів на іншу магнітну стрічку в потрібному порядку. Існують два основних прийому такого перезапису: «продовження», коли майстер-апарат «дописує» наступний кадр до кінця попереднього, і «вставка», коли фрагмент в середині одного монтажного кадру стирається, а на його місце записується інший. При електронному відеомонтажі технічні складності перевершують механічну склейку: в її момент стрічкопротяжні механізми обох відеомагнітофонів повинні працювати з високим ступенем синхронності, а барабани відеоголовок повинні обертатися синхронно і синфазно. Незважаючи на недоліки, на телебаченні електронний монтаж швидко витіснив механічний, оскільки не вимагає прояви доріжок і розрізання магнітної стрічки. При електронній різновидності монтажу крім простого стику двох кадрів можливі складні переходи типу «шторка», «наплив» і т. д.
Удосконалення електронного монтажу та впровадження у кіновиробництво телевізирів дозволили використовувати ці технології для чорнового монтажу кінофільмів, які скорочують монтажно-тонувальний період. Перегляд і монтаж матеріалу касет відеоконтролю може проводитися в перервах між зйомками, не чекаючи проявлення кіноплівки. Надалі на основі чорнового електронного монтажу здійснюється монтаж робочого позитива чи навіть негатива.

### Лінійний та нелінійний монтаж

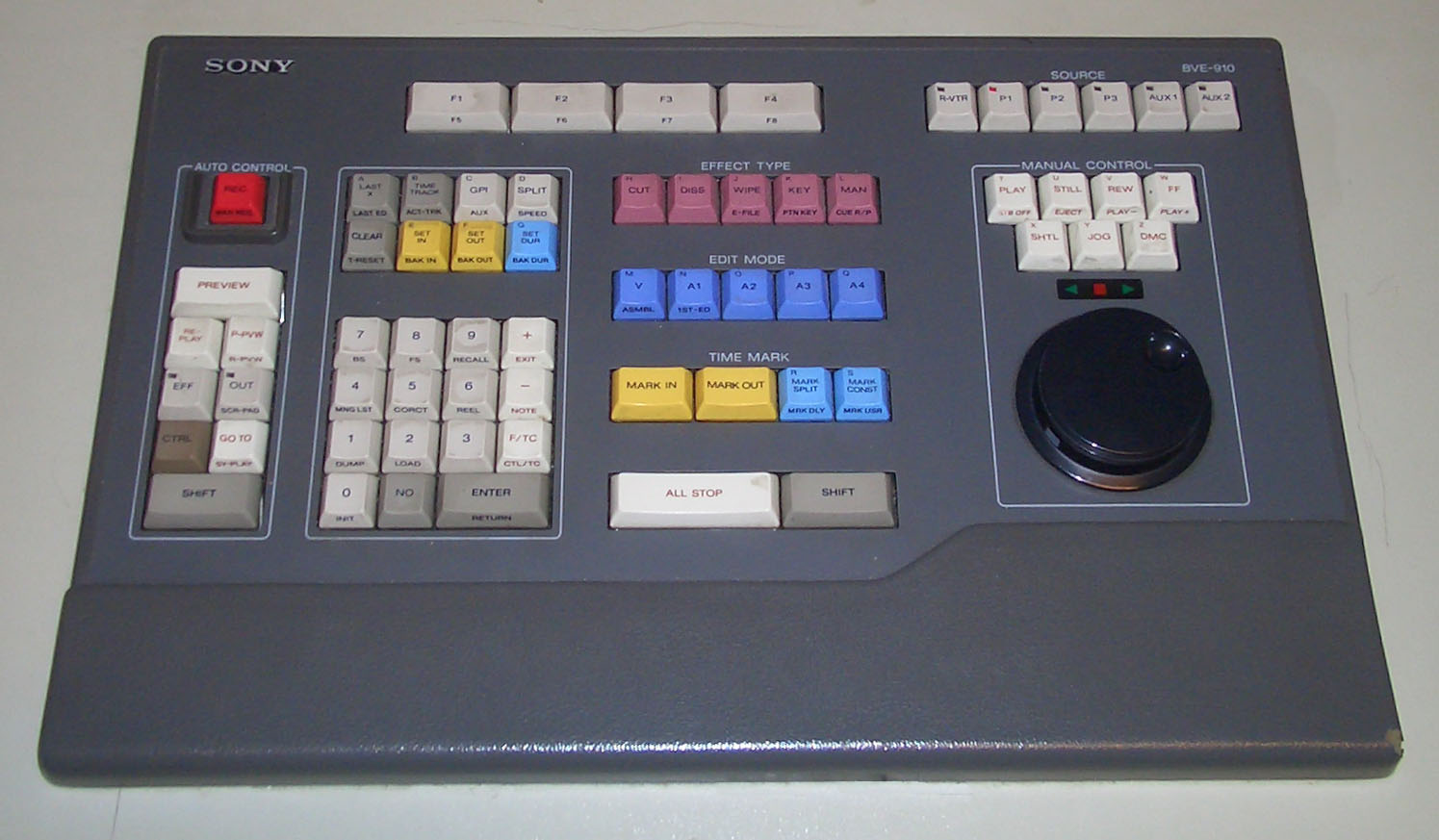
Контролер лінійного монтажу
«Sony BVE-910»

Поняття лінійного і нелінійного монтажу відносяться тільки до його електронного різновидів. Історично першим з'явився лінійний монтаж, який передбачає створення монтажної послідовності перезаписом на новий носій у потрібному порядку. При цьому кожна склейка передбачає попередню підгонку монтажних точок обох вихідних кадрів, що уповільнює процес перемотки і заміни різних відеокасет з потрібними фрагментами. Тривалі монтажні кадри вимагають для перезапису проміжку часу, рівного їх тривалості.
Ще більше ускладнюється технологія при покадровій точності монтажу, необхідної в професійному відео виробництві. Для управління відеомагнітофонами в цьому випадку використовується складний і дорогий контролер, що забезпечує точну підгонку монтажних точок, відкат магнітних стрічок для попереднього розгону, синхронізацію механізмів перед здійсненням склеювання, яка відбувається точно в момент кадрового імпульсу. Створення ускладненого монтажного переходу типу «шторки» і «напливу» неможливо без трьох відеомагнітофонів, два з яких служать джерелами, а на третьому «збирається» готовий фільм. Фрагменти, які склеюються, при цьому повинні бути на різних касетах, і у випадку, якщо спочатку записані на одній магнітній стрічці, потрібне копіювання одного з них (англ. B-roll), знижує якість при аналоговому відеозапису.
Два таких переходи поспіль вимагають трьох відеомагнітофонів як джерел для четвертого. Синхронізація та управління такою кількістю складних апаратів вкрай ускладнює процес, змушуючи спрощувати монтажні рішення. Крім того, весь змонтований фільм навіть без проміжного копіювання окремих кадрів виявляється копією, а не оригіналом. Саме ця причина служила перешкодою для поширення електронного монтажу в аналоговому звукозаписі, особливо чутливому до втрат якості. При створенні складних трюкових монтажних переходів потрібний дво- і триразовий перезапис відео. Наприклад, накладення суцільних титрів можливо тільки на вже змонтований фрагмент, і його включення в підсумковий фільм означає подвійне копіювання. Більшість недоліків багаторазового копіювання при лінійному монтажі пішли в минуле з появою цифрових відеомагнітофонів.

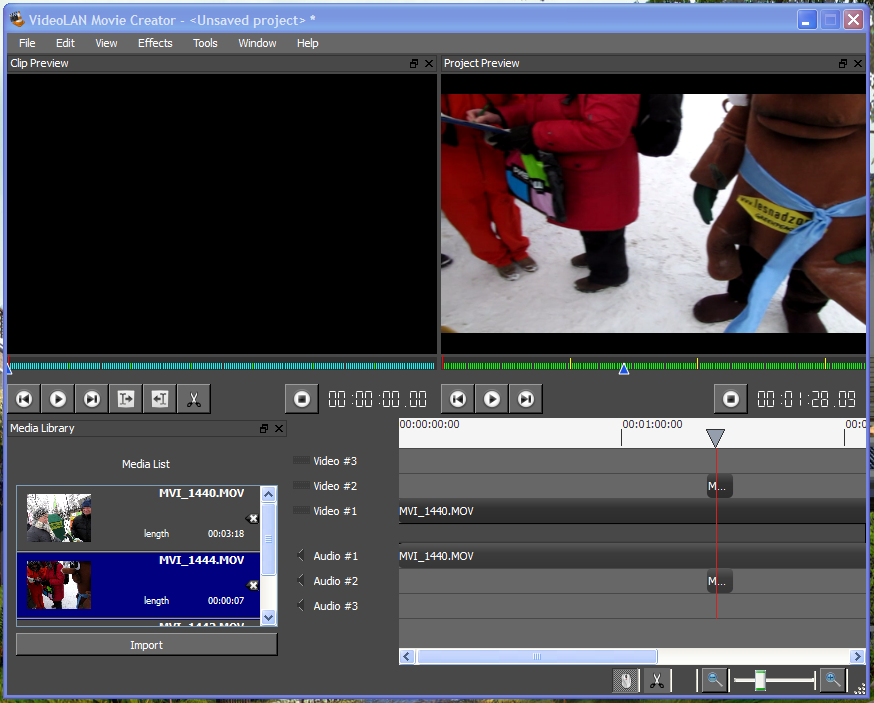
Скріншот інтерфейсу нелінійного монтажу. В нижній частині зображено лист монтажних рішень.

На телебаченні нелінійний монтаж став можливий з появою комп'ютерів, здатних обробляти цифрове відео в реальному часі. Технологія працює за рахунок миттєвого доступу до довільного місця будь-якого з монтажних кадрів, що зберігаються в цифровій пам'яті. Для цього всі вихідні матеріали переводяться на загальний жорсткий диск або інший носій, і складається аркуш монтажних рішень. Останній являє собою фактично інструкції для комп'ютера — послідовність відтворення заданих вихідних фрагментів в готовому фільмі. Останній повністю готовий до перегляду вже в момент завершення створення листа монтажних рішень. Крім границь монтажних кадрів і їх послідовності, лист містить інформацію про зміни рівнів звукових доріжок і типи монтажних переходів, які можуть бути будь-якої складності без обмеження їх кількості. Спецефекти генеруються безпосередньо комп'ютером, а титри і написи накладаються на будь-які частини фільму.
Нелінійний монтаж здійснюється за допомогою спеціальних комп'ютерних програм, які отримали загальну назву відеоредакторів. Важлива перевага нелінійного монтажу полягає в непотрібності повного перезапису готової програми для зміни монтажної послідовності, скорочення або подовження фрагментів. В цьому випадку достатньо відредагувати лист монтажних рішень.
Відтворення змонтованого сюжету може бути здійснено одразу ж після створення листа, багато разів підвищуючи оперативність новинного мовлення. Нелінійний монтаж можливий і на малопотужних комп'ютерах, непридатних для обробки відео у реальному часі. У цьому випадку новий файл, що з'єднує вихідні фрагменти в потрібній послідовності, що генеруються комп'ютером і при необхідності виводиться на магнітну стрічку або оптичний відеодиск. При невисокій потужності комп'ютера тривалість виводу файлу з готовим фільмом може перевищувати його хронометраж в кілька разів, однак і в цьому випадку нелінійний монтаж технологічніше лінійного, надаючи професійні можливості навіть в домашніх умовах.
Крім міжкадрового монтажу, що отримують склеюванням окремих монтажних кадрів в загальну послідовність, в кіно і на телебаченні існує також поняття внутрішньокадрового монтажу.

## Базові монтажні правила
Монтаж будь-якого відеоряду підпорядковується певним законам, які вироблені за роки розвитку кіно- і телевізійного виробництва. Деякі з цих законів вважаються найпростішими, але їх порушення призводить до спотвореного сприйняття того, що відбувається на екрані і втрати орієнтації глядачем. Наприклад, при монтажі кадрів, в яких рухаються одні і ті ж персонажі або транспортні засоби, напрямок їх руху до і після склеювання повинний збігатися. Монтажні кадри, на яких об'єкт знято з протилежного боку і рухається в зворотному напрямку, використовувати не можна. В іншому випадку у глядача може скластися враження, що дії відбуваються в різних обставинах. Той же принцип відноситься до напрямку знімального освітлення, яке повинно приблизно збігатися в сусідніх кадрах однієї сцени. У зв'язку з цим, будь-яка зміна точки зйомки повинна бути виправдана не тільки міркуваннями композиції кадрів, але і відповідною логікою оповіді.
Таким же чином, монтаж діалогу двох акторів припускає, що на великих планах, де вони зняті окремо один від одного, їхній погляд має бути спрямований в протилежні сторони, а перед особою має залишатися вільний простір. При недотриманні цього принципу, що отримав назву «правило 180 градусів» (на професійному жаргоні — «вісімка»), глядач буде дезорієнтований, припускаючи, що спілкування відбувається з третьою особою. Склейка епізодів однієї і тієї ж сцени, знятих з незначною різницею в розмірах плану, також неприйнятна, оскільки створює відчуття «стрибка». Навпаки, різкий перехід від загального плану до великого може зруйнувати відчуття єдності місця і часу дії. До того ж ефекту призводить різка зміна фону позаду персонажів внаслідок зміни точки зйомки. У кадрах, що монтуються повинні повторюватися хоча б деякі орієнтири, що підказують глядачеві, що події відбуваються у тому самому місці. При невідповідності вихідного матеріалу всім цим вимогам прийнято говорити, що кадри «не монтуються».
Два таких переходи поспіль вимагають трьох відеомагнітофонів як джерел для четвертого. Синхронізація та управління такою кількістю складних апаратів вкрай ускладнює процес, змушуючи спрощувати монтажні рішення. Крім того, весь змонтований фільм навіть без проміжного копіювання окремих кадрів виявляється копією, а не оригіналом. Саме ця причина служила перешкодою для поширення електронного монтажу в аналоговому звукозаписі, особливо чутливому до втрат якості. При створенні складних трюкових монтажних переходів потрібний дво- і триразовий перезапис відео. Наприклад, накладення суцільних титрів можливо тільки на вже змонтований фрагмент, і його включення в підсумковий фільм означає подвійне копіювання. Більшість недоліків багаторазового копіювання при лінійному монтажі пішли в минуле з появою цифрових відеомагнітофонів.